# لوکا سعوداتی
لوکا سعوداتی (انگلیسی: Luca Saudati؛ زادهٔ ۱۸ ژانویهٔ ۱۹۷۸) بازیکن فوتبال اهل ایتالیا است.
از باشگاه‌هایی که در آن بازی کرده‌است می‌توان به باشگاه فوتبال پروجا، باشگاه فوتبال اسپتزیا، باشگاه فوتبال لچه، باشگاه فوتبال مونتسا، باشگاه فوتبال کومو، باشگاه فوتبال لوگانو، باشگاه فوتبال آتالانتا، باشگاه فوتبال امپولی، و باشگاه فوتبال آ.ث. میلان اشاره کرد.